# Тучков-Морозов, Михаил Васильевич
Михаил Васильевич Тучков-Морозов (умер около 1550) — окольничий (с 1516/1517 года), боярин с (1530/1531 года), дворецкий и воевода, единственный сын боярина и конюшего Василия Борисовича Тучко-Морозова (ум. 1485/1497). Дед князя Андрея Курбского

## Биография
Впервые упоминается в источниках под 1500 годом (в феврале) в чине свадьбы боярина князя Василия Даниловича Холмского и великой княжны Феодосии Ивановны, дочери Ивана III.
В мае 1501 года числился наместником галицким. В 1504 году разграничивал уделы младших братьев великого князя московского Василия III Ивановича, который посылал его всюду, где требовался тонкий ум наблюдательного дипломата, умевшего извлекать пользу для дела смотря по обстоятельствам. Так, 5 декабря 1511 года в звании окольничего Михаила Тучкова-Морозова отправили в Крым с русским посольством, которое сопровождало крымскую ханшу Нур-Султан, которая до этого совершила поездку в Казань, чтобы навестить своих сыновей — Мухаммед-Амина, сидевшего на ханском престоле, и Абдул-Латифа, находившего в заключении. Вернулся Михаил Тучков из Крыма в Москву в августе 1515 года, причем он, не доезжая столицы, поехал с крымским послом Янчурой в Боровск, где в то время находился Василий III.
Летом 1516 года Михаил Васильевич Тучков-Морозов вместе с оружничим Никитой Ивановичем Карповым ездил в Казань, где привел к присяге на верность московского вассала Мухаммед-Амина. В 1517 году был назначен наместником в Великий Новгород, в июле — «по литовским вестем» был вторым воеводой большого полка в Великих Луках под командованием воеводы и боярина князя Александра Владимировича Ростовского. В 1518/1519 году служил наместником в Великих Луках, а летом 1519 года ходил «с Лук с Великих … к Полотцку» вторым воеводой большого полка. В 1521 году — второй воевода в Торопце. В сентябре 1521 года в качестве новгородского наместника подписал договор с Ливонским орденом.
В 1527 году Михаил Васильевич Тучков-Морозов подписался в поручной грамоте (на 5 тыс. руб.) за князя Михаила Львовича Дородного-Глинского, неудачно пытавшегося бежать в литовские владения. В 1530/1531 году — наместник в Великих Луках. Видимо, зимой 1532/1533 года был возведен в боярский сан. В январе 1533 года упоминается в чине свадьбы удельного князя Андрея Ивановича Старицкого с Ефросиньей Андреевной Хованской: «на окольничем месте сидел».
Перед своей смертью великий князь московский Василий III Иванович назначил боярина Михаила Тучкова одним из контролером исполнения своего завещания об опеке над его малолетним сыном и наследником — Иваном IV. В первой половине 1534 года его считали одним из правителей Русского государства. В 1538 году после смерти правительницы — великой княгини Елены Васильевны Глинской — Михаил Тучков, как один из сторонников князя Ивана Фёдоровича Бельского, пал жертвой победивших в борьбе за власть при дворе князей Шуйских и был сослан из столицы в своё село, где и скончался в 1534 году.
По сообщению Царственной книги, «тоя же осени [октябрь 1538 г.] по диаволю действу бысть вражда между великого князя бояр; начаша враждовати князь Василей да князь Иван на князя на Ивана Федоровича на Белского да на Михаила Васильевичя Тучкова за то, что князь Иван Белский и Михайло Тучков советовали великому князю, чтобы князь великий пожаловал боярством князя Юриа Михайловичя Голицына, а Ивана Ивановича Хабарова окольничим; а князь Василей да князь Иван Шуйские того не восхотеша. И многие промеж их бяше вражды о корыстех и о племенех их, всяк своим печется, а не государьским, ни земским. И о сем начаша вражду велику държати и гнев на Данила митрополита и на князя Ивана на Белского и на Михаила Тучкова и на диака на Федора Мишюрина».
По другим данным, Михаил Васильевич Тучков-Морозов скончался около 1550 года. Оставил троих сыновей: Василия (ум. 1548), Ивана (ум. ок. 1537) и Михаила (ум. 1566/1567), а также дочь Марию, выданную замуж за князя Михаила Михайловича Курбского и ставшую матерью Андрея Курбского.